# Blaubrust-Staffelschwanz

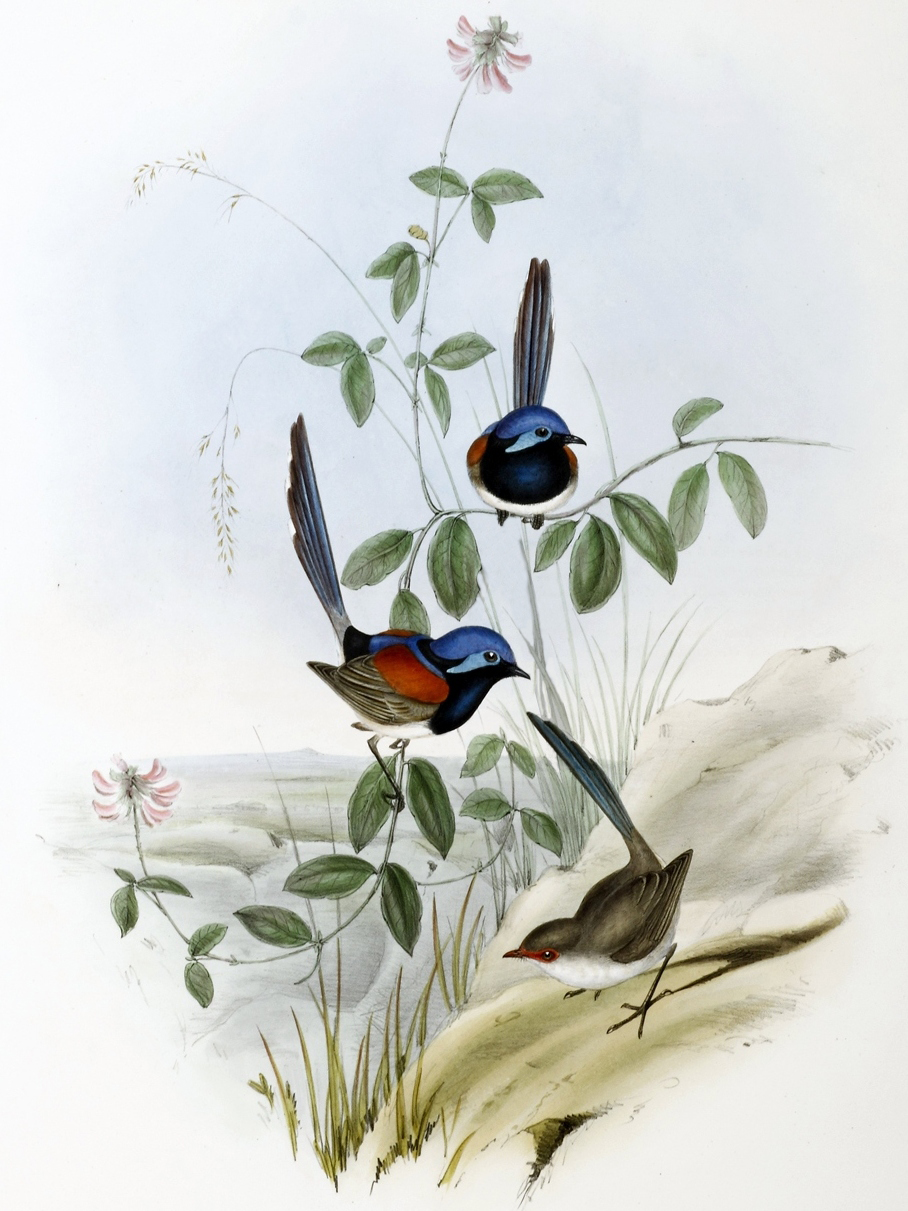
Blaubrust-Staffelschwänze, Illustration

Der Blaubrust-Staffelschwanz (Malurus pulcherrimus) ist ein australischer Singvogel.

## Taxonomie
Der Blaubrust-Staffelschwanz ist eine von 11 Arten der Gattung Malurus, landläufig als Staffelschwänze bekannt, aufzufinden in Australien und dem Tiefland von Neuguinea. Innerhalb der Gattung gehört er zu einer Gruppe von vier sehr ähnlichen Arten, gemeinsam als Kastanien-Schulter-Staffelschwänze bekannt. Die anderen drei Arten sind der Schmuckstaffelschwanz (Malurus amabilis) von der Kap-York-Halbinsel, der Weißbauch-Staffelschwanz (Malurus lamberti), der im Großteil von Australien zu finden ist, und der Silberkopf-Staffelschwanz (Malurus elegans), der im südwestlichen Teil von Western Australia vorkommt. Einer molekularen Studie zufolge besteht eine enge Verwandtschaft zwischen dem Blaubrust-Staffelschwanz und dem Silberkopf-Staffelschwanz.
Wie bei anderen Staffelschwänzen existiert kein Verwandtschaftsverhältnis zwischen dem Blaubrust-Staffelschwanz und dem echten Zaunkönig. Zu Beginn glaubte man, dass die Staffelschwänze zu der Familie der Fliegenschnäpper (Muscicapidae) oder der Grasmückenartigen (Sylviidae) gehörten, bevor man diese im Jahr 1975 den neu anerkannten Australischen Sängern (Maluridae) zuordnete. In jüngster Zeit hat die DNA-Analyse aufgezeigt, dass die Familie mit den Honigfressern (Meliphagidae) und den Panthervögeln (Pardalotidae) der großen Superfamilie Meliphagoidea angehört.

### Evolutionsgeschichte
In seiner Monografie von 1982 geht der Ornithologe Richard Schodde von einem nördlichen Ursprung der Kastanien-Schulter-Staffelschwänze aus aufgrund der Vielzahl von Arten im Norden und ihres Fehlens im Südosten von Australien. Nach seiner Auffassung breiteten sich die Vorfahren der Vögel in den Süden aus und kolonisierten den Südwesten während einer warmen und feuchten Zeitperiode vor rund 2 Millionen Jahren am Ende des Pliozäns oder zu Beginn des Pleistozäns. Nachfolgende kühlere und trockenere Bedingungen führten zu einem Verlust an Lebensraum und zur Fragmentierung von Populationen. Im Südwesten entwickelten sich die Vögel zum Silberkopf-Staffelschwanz, während diejenigen im Nordwesten des Kontinents zum Weißbauch-Staffelschwanz wurden. Weitere wärmere, feuchte Bedingungen erlaubten es den Vögeln, sich nach Süden auszubreiten; diese Gruppe, die das zentrale Südaustralien östlich der Eyre-Halbinsel besiedelte, wurde zu Blaubrust-Staffelschwänzen. Kühleres Klima danach führte zur Isolierung dieser Population und zur Entwicklung dieser neuen Art. Schließlich, nach dem Ende der letzten Eiszeit vor 12.000 bis 13.000 Jahren, haben sich die nördlichen Staffelschwanzarten wieder nach Süden ausgebreitet. Als Folge davon kam es zu einer Überlappung des Lebensraums aller drei Arten. Weitere molekulare Studien können zu einer Änderung dieser Hypothese führen.

## Merkmale
Der Blaubrust-Staffelschwanz erreicht eine Körperlänge von 15 cm und wiegt in der Regel zwischen 9 und 10 g. Das Männchen hat Ähnlichkeit mit dem mehr verbreiteten Männchen des Weißbauch-Staffelschwanzes, mit einem blauen Kopf und angrenzenden gespreizten Ohrpatchs, und Kastanienpatchs auf den Flügeln. Die Kehle und Brust sind blau-schwarz und schimmern bei guten Lichtbedingungen. Es existiert eine deutliche Abgrenzung zwischen der Brust und der weißen Unterseite. Im Vergleich zu dem größeren Silberkopf-Staffelschwanz weist er weniger von dem Aqua-Farbton beim Blau auf dem Kopf und dem Rücken, und dem Schimmern der Brust. Das Weibchen ähnelt dem Weißbauch-Staffelschwanz-Weibchen mit kastanienfarbigen Zügeln und bläulichem Schwanz, obwohl im Vergleich der Blaubrust-Staffelschwanz auf der Unterseite bläulicher gefärbt ist.

## Verbreitung und Lebensraum

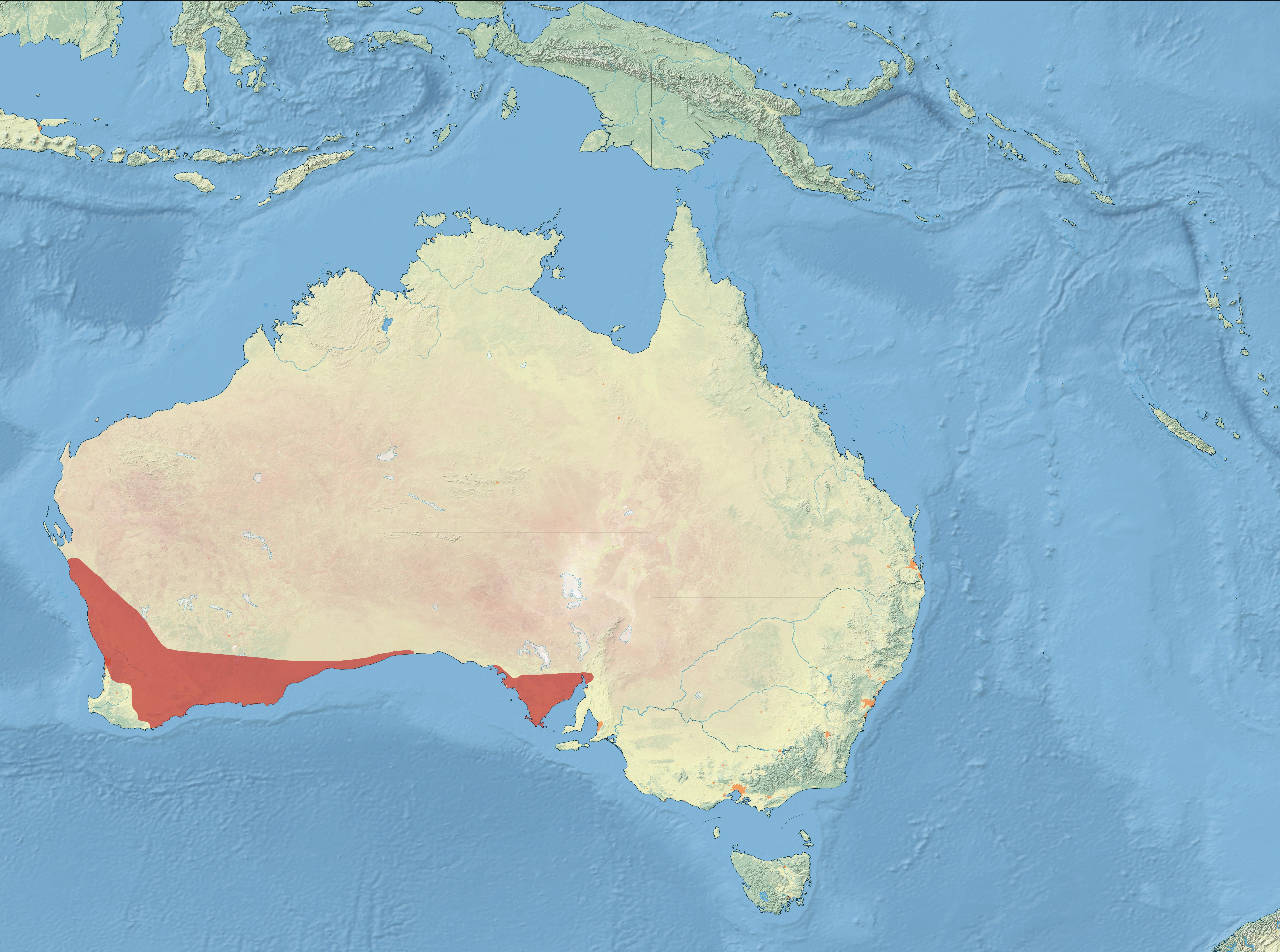
Bekannte Verbreitungsgebiete (rot) des Blaubrust-Staffelschwanzes

Das Verbreitungsgebiet des Blaubrust-Staffelschwanzes liegt im südwestlichen Teil von Western Australia und der Eyre-Halbinsel von South Australia. Ursprünglich glaubt man, dass die Art nur in Western Australia vorkommt, später fand man sie aber in dem östlichen Gebiet, wo man sie fälschlicherweise für eine der vielen Formen der Staffelschwänze hielt und zwar des Weißbauch-Staffelschwanzes. Die Verbreitung der Art ist ungewöhnlich, da es eine Lücke in ihrem Verbreitungsgebiet von dreihundert Kilometern gibt, von der Spitze der Großen Australischen Bucht zu ihren Wiedererscheinen auf der Eyre-Halbinsel.
Auf der Roten Liste gefährdeter Arten wurde er 2012 als ungefährdet klassifiziert (Version 3.1).

## Verhalten
Der Blaubrust-Staffelschwanz ist nicht leicht in der Natur zu beobachten. Die Weibchen können angelockt werden, indem man den Notruf eines Zaunkönigs nachahmt. Die erwachsenen Männchen sind schüchterner als die Weibchen und in der Regel nur flüchtig im Gebüsch zu erblicken, da sie sich versteckt halten.
Der Kontaktlaut ist ein leises, kurzes Trällern. Der Alarmruf besteht aus kurzen, zirpenden Tönen, immer wieder ausgespien und von allen Angehörigen der Vogelschar aufgenommen. Die Männchen haben den am geringsten charakteristischen Gesang der Staffelschwanzfamilie. Es ist ein leises, surrendes, summendes Trällern, in der Regel von einem geschützten Aussichtspunkt tief im Laub der Strauchvegetation.

### Ernährung
Der Blaubrust-Staffelschwanz ernährt sich überwiegend von Bodenlebewesen, darunter Käfer, Maden, Ameisen, Rüsselkäfer, Fliegen, Wespen und andere kleine wirbellose Tiere.

### Aufzucht
Die vergleichsweise kurze Brutzeit dauert von August bis November. Als Folge davon hat die Art in der Regel nur Zeit ein einziges, manchmal zwei Vogelgelege pro Jahr aufzuziehen. Nur Weibchen wurden beim Nestbau beobachtet sowie bei der Ausbrütung der Eier und der Jungen. Der Bau eines Nestes dauert etwa eine Woche. Das durchschnittliche Vogelgelege besteht aus drei eiförmigen, cremigen Eiern, gesprenkelt mit grobem Schmutz und rötlich-braunen Flecken, speziell auf dem größeren Ende.
Es ist wenig über die Brutzeit bekannt und die Aufzucht der Jungen. Wahrscheinlich verhält es sich so, wie bei anderen Arten der Staffelschwanzfamilie. Beide Elternteile und andere Angehörige der eignen Familienschar wurden bei der Fütterung der Nestlinge beobachtet.
Wenn das Nest oder die Jungen bedroht sind, setzten beide Elternteile ein Ablenkungsmanöver gegenüber Raubtieren ein, was typisch für Staffelschwänze ist.

## Etymologie und Forschungsgeschichte
Der Vogelkundler John Gould beschrieb den Blaubrust-Staffelschwanz unter dem heutigen Namen Malurus pulcherrimus. Das Typusexemplar stammte aus dem Westen Australiens und wurde von John Gilbert entdeckt. 1816 führte Louis Pierre Vieillot (1748–1830) die neue Gattung Malurus ein. Dieser Name leitet sich von malos, αμαλος für ‚zart‘ und oura, ουρα für ‚Schwanz‘ ab. Der Artname pulcherrimus ist lateinischen Ursprungs und bedeutet ‚sehr schön‘.